# Inter Mailand U23
Der Football Club Internazionale Milano U23, auch bekannt als Inter U23, ist die zweite Herrenmannschaft des italienischen Erstligisten Inter Mailand.

## Geschichte
Zur Saison 2025/26 meldete Inter Mailand mit der U23 seine zweite Herrenmannschaft in der drittklassigen Serie C. 

## Stadion
Der Klub trägt seine Heimspiele im U-Power Stadium in Monza aus. Das Stadion hat ein Fassungsvermögen von 18.568 Personen.

## Trainer
| Trainer        | Nation  | von           | bis   |
| -------------- | ------- | ------------- | ----- |
| Stefano Vecchi | Italien | 24. Juli 2025 | heute |

## Aktueller Kader
| Torhüter                                                                       | Abwehrspieler | Mittelfeldspieler | Stürmer                                                                                         |
| ------------------------------------------------------------------------------ | --- | --- | ----------------------------------------------------------------------------------------------- |
| - Alessandro Calligaris - Riccardo Melgrati - Paolo Raimondi - Matteo Zamarian | - Mike Aidoo - Christos Alexiou - Tommaso Avitabile - Matteo Cocchi - Tommaso Della Mora - Alessandro Fontanarosa - Gabriele Garonetti - Yvan Maye - Matteo Motta - Giuseppe Prestia - Gabriele Re Cecconi - Giacomo Stabile - Francesco Stante | - Thomas Berenbruch - Leonardo Bovo - Luca Di Maggio - Luka Topalović - Matteo Venturini - Mattia Zanchetta - Dilan Zárate - Issiaka Kamate | - Matteo Lavelli - Daniele Quieto - Thiago Romano - Amadou Sarr - Matteo Spinaccè - Jan Żuberek |
| Stand: 30. Juli 2025                                                           | | |                                                                                                 |